# Синнеи, Йожеф
Йожеф Синнеи-младший (венг. Szinnyei József), урождённый Йожеф Карой Винце Фербер (венг. Ferber József Károly Vince; 26 мая 1857, Пре́сбург  — 14 апреля 1943, Будапешт) — венгерский лингвист, редактор. Академик Венгерской Академии наук (1896), педагог, профессор Будапештского университета, действительный член и секретарь Венгерской академии наук.
В 1878 году окончил Будапештский университет, где изучал финно-угорское языкознание, венгерскую и немецкую литературу, в том числе у Йожефа Буденца. После получения диплома в 1879 году он с государственной стипендией отправился в Финляндию, где быстро освоил финский язык и собрал материал для написания финско-венгерского словаря. В 1881 году он стал сотрудником библиотеки Венгерского национального музея. Преподавал в Будапештском (с 1883) и Клужском (с 1886) университетах.
В период с 1923 по 1924 год он был ректором университета. С 1928 года — главный библиотекарь
 библиотеки Венгерской АН.
Его исследования посвящены урало-алтайскому сравнительному языкознанию, венгерскому языку и литературе. 
Занимался обработкой и изданием памятников венгерского языка. Редактировал журнал «Nyelvtudomanyi Koezlemenyek» (с 1896).
Автор трудов по урало-алтайскому сравнительному языкознанию, венгерскому и финскому языкам, венгерской литературе. 